# Comisión de Igualdad del Congreso de los Diputados
La Comisión de Igualdad del Congreso de los Diputados es un comisión legislativa española creada el 10 de marzo de 1988 inicialmente como una comisión mixta Congreso y Senado. En la legislatura de 2008 se crearon dos comisiones, una en cada cámara. 
Desde sus inicios hasta 2015 ha tramitado cerca de quinientas iniciativas.
La creación de esta Comisión permanente se apoyó en el artículo 9.2 de la Constitución Española que atribuye a los poderes públicos promover las condiciones para que la libertad y la igualdad del individuo y de los grupos en que se integra sean reales y efectivas; remover los obstáculos que impidan o dificulten su plenitud y facilitar la participación de todos los ciudadanos en la vida política, económica, cultural y social.
Entre sus objetivos está realizar el seguimiento de las actuaciones de los Gobiernos en materia de igualdad así como promover el conocimiento de la legislación en materia de igualdad y velar por su aplicación, así como realizar un continuo análisis de la sociedad española para detectar el grado de cumplimiento de la legislación sobre igualdad.

## Cronología
El 10 de marzo de 1988, durante la III Legislatura se crea la Comisión Mixta para la Igualdad de Oportunidades de la Mujer
En la Legislatura IV de 1990 a 1993 la comisión pasa a denominarse Comisión Mixta de los Derechos de la Mujer, denominación que conservó hasta la legislatura 2004-2008, en la que pasó a llamarse Comisión Mixta para los Derechos de la Mujer y de Igualdad de Oportunidades.
En 2004 se denomina Comisión Mixta de los Derechos de la Mujer y de Igualdad Oportunidades. Entre los trabajos de la comisión destacan los relativos a la Ley Integral contra la Violencia de Género (2004), la Ley para la igualdad efectiva entre hombres y mujeres (2007) o el Informe sobre la ponencia de prostitución(2007).
En el 2008 en la IX Legislatura, la Comisión deja de ser mixta y se crean dos comisiones de igualdad independientes, una en el Congreso de los Diputados y otra en el Senado. La Comisión de Igualdad del Congreso de los Diputados trabaja en el Proyecto de Ley Orgánica de salud sexual y reproductiva y de la interrupción voluntaria del embarazo (2009) y el Proyecto de Ley integral para la igualdad de trato y la no discriminación (2011).
De 2011 a 2015 se aprobaron alrededor de cuarenta proposiciones no de Ley sobre temas como la reducción de la brecha salarial, igualdad en el empleo, medidas para fomentar el emprendimiento femenino, lucha contra la violencia de género, atención a las víctimas de violencia de género y a los menores víctimas de esta violencia, conciliación y flexibilidad de horarios, corresponsabilidad, sanidad y mujer, etc. También se han creado dos subcomisiones: la Subcomisión sobre Racionalización de Horarios, Conciliación y Corresponsabilidad y la Subcomisión para el Estudio de la Trata de Seres Humanos con Fines de Explotación Sexual en España.

## Presidencia
- Violeta Esperanza Alejandre Úbeda (1988-1989)
- María Nelly Fernández Arias (1990-1993)
- Martirio Tesoro Amate (1993-1996)
- María Isabel San Baldomero Ochoa (1996-2004)
- Carmen Alborch (2004-2008)
- Carmen Calvo (2008-2011)
- Carmen Quintanilla (2011-2015)
- Pilar Cancela (2016-2021)[7]
- Carmen Calvo (2021-)[8]